# خلافة العرش الفرنسي

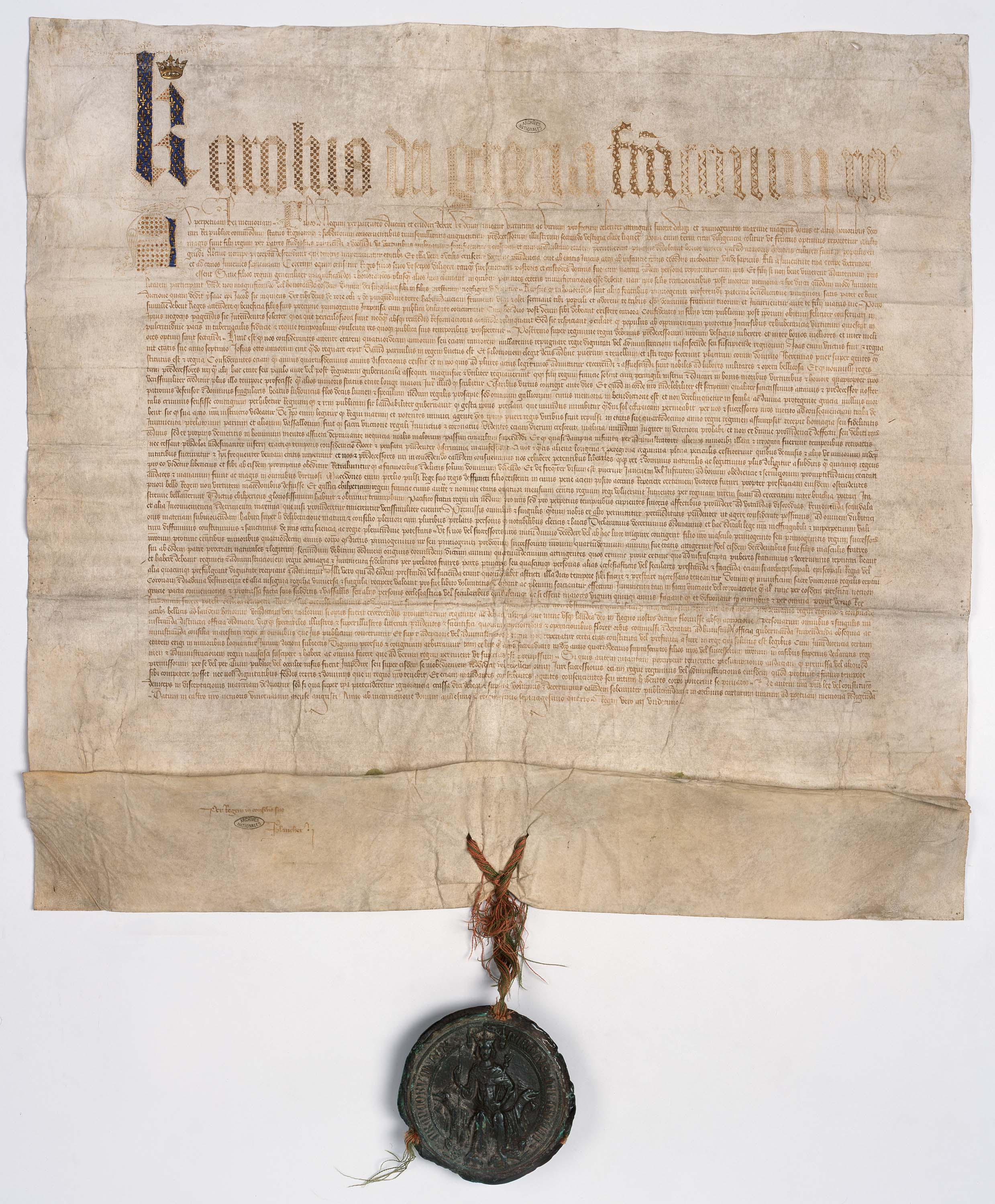
مرسوم شارل الخامس: تنظيم خلافة العرش الفرنسي وسن الرشد الملكي

تغطي هذه المقالة الآلية التي تعاقب من خلالها الحكام على سدة العرش الفرنسي بدءًا من تأسيس مملكة الفرنجة في عام 486 حتى سقوط الإمبراطورية الفرنسية الثانية في عام 1870.

## السلالة الميروفنجية
كان الميروفنجيون سلالة من الفرنجة الساليين الذين حكموا مملكة الفرنجة في المنطقة التي تتطابق بقعتها إلى حدٍ كبير مع بلاد الغال القديمة (تدعى باسم فرانكيا باللاتينية) بدءًا من منتصف القرن الخامس.
كان كلوفيس الأول أول حاكم جرماني يعتنق العقيدة الرومانية الكاثوليكية. بدأ الإفرنج باتخاذ المسيحية دينًا عقب معمودية ملكهم كلوفيس وهو الحدث الذي أفضى إلى تشكيل حلف ما بين مملكة الفرنجة والكنيسة الرومانية الكاثوليكية. ومع ذلك لم يتبع معظم الملوك الميروفنجيين لسلطة البابا. لاقى الإفرنج المنصّرون حديثًا تقبلًا أكثر تراخيًا من جانب السكان الغاليين الرومان نظرًا لتمكنهم من ممارسة شعائرهم مع جيرانهم الكاثوليك، وذلك بمقارنة حالهم مع حال الآريوسيين من القوط الغربيين أو الوندال أو البرغنديين. وبالتالي استطاع الميروفنجيون وضع حجر الأساس لأكثر الممالك الوراثية استقرارًا على مستوى الغرب مثلما سيتضح في ما بعد.
قُسمت المملكة بين أبناء كلوفيس الأربعة تبعًا للعرف الإفرنجي القائم حينها واستمر اتباع تقليد التقسيم هذا على مدى القرن التالي. ظلت المملكة كيانًا واحدًا حتى عندما تشارك عدة ملوك ميروفنجيين حكم مناطقها في الآن ذاته وشابه ذلك حال الإمبراطورية الرومانية الغربية في المراحل الأخيرة من تاريخها. حافظت المملكة على وحدتها على الصعيد الخارجي حتى حين قُسمت أراضيها بين عدة ملوك إذ فتحوا بورغندي في عام 534. كذلك فتح الإفرنج إقليم بروفنس في أعقاب سقوط مملكة القوط الشرقيين. قُسمت المملكة على الصعيد الداخلي بين أبناء كلوفيس وبعدها بين أحفاده وهو ما أفضى إلى نشوب الكثير من الحروب بين مختلف ملوك البلاد الذين اتجهوا للتحالف فيما بينهم ومحاربة بعضهم بعضًا. أدى وفاة أحد الملوك إلى إشعال فتيل صراع على العرش ما بين أخوة الملك المتوفى وأبنائه مما أفضى إلى نتائج مختلفة. كثيرًا ما استأثر ملك واحد بالحكم نتيجة الحروب غير المنقطعة التي عاشتها المملكة. وبالرغم من الدور الذي لعبه هذا الأمر في منع تشرذم المملكة إلى أجزاء عديدة غير أنه عمل على إضعاف السلطة الملكية نظرًا لاضطرار الملوك إلى تقديم تنازلات لطبقة النبلاء حتى يحظوا بدعمهم في الحروب التي شنوها.
تبوء حاكم القصر في كل مملكة من ممالك الفرنجة منصب كبير موظفي الدولة. مال الحكام الأوستراسيون إلى تولي زمام السلطة في المملكة بدءًا من مطلع القرن الثامن وهو ما أدى إلى تمهيد الطريق نحو تأسيس سلالة حاكمة جديدة.

## السلالة الكارولنجية
عزز الكارولنجيون سلطتهم بحلول أواخر القرن السابع مما حول مناصب عمدة القصر ودوق الإفرنج وأمير الإفرنج إلى مناصب متوارثة وهو ما جعل الكارولنجيين حكامًا على مملكة الفرنجة بحكم الأمر الواقع بصفتهم الآمر والناهي الحقيقي المعتلي لسدة العرش.
حصل بيبان القصير من البابا على قرارٍ فرض على أي من يتولى زمام السلطة الفعلية في المملكة أن يكون حاكمها المشروع، وجاء ذلك بهدف إضفاء مشروعية على السلطة التي كان حكام القصر يمارسوها بالفعل. أعلِن بعد ذلك عن تفريغ السلطة الملكية من صلاحياتها. وأطيح بالملك شيلديريك الثالث عن العرش ليوضع قيد الأسر في أحد الأديرة.
انتخب مجلس من النبلاء الإفرنج بيبان ملكًا للفرنجة عملًا بإحدى العادات القديمة. كان تحت أمرة بيبان قسم كبير من جيشه الذي أبقاه على أهبة الاستعداد (في حال إحجام النبلاء عن تنفيذ المرسوم الباباوي). نصت قاعدة عامة من القانون الجرماني على لزوم حصول الملك على دعم كبار قادته وذلك رغم ندرة إجراء هكذا انتخابات. احتفظ هؤلاء القادة بحق تولية حاكم جديد عليهم في حال شعروا بعدم قدرة الحاكم السابق على إخراجهم منتصرين في ساحة القتال. في حين غدا النظام الملكي في فرنسا وراثيًا في ما بعد فإن ملوك الإمبراطورية الرومانية المقدسة لم يتمكنوا من إلغاء هذا التقليد الانتخابي وواصلوا الحكم بصفتهم أباطرة منتخبين إلى حين انحلال الإمبراطورية رسميًا في عام 1806. أعاد البابا التأكيد على حقيقة انتخاب بيبان ملكًا في عام 754، وذلك من خلال عبوره لجبال الألب ومسح الملك الجديد بالزيت على الطريقة المأخوذ بها في العهد القديم باعتباره مختارًا من الرب.
نبعت أفعال البابا من حاجته إلى الاحتماء بحاكمٍ قوي. غزا اللومبارديون إكسرخسية رافينا التي كانت حينها مركز الحكومة البيزنطية في إيطاليا في عام 751 وطالبوا البابا بإجلالهم وهددوا بمحاصرة روما. حصل البابا من بيبان عقب تتويج الأخير على وعدٍ بالتدخل عسكريًا في إيطاليا فضلًا عن تعهده بمنح البابوية إكسرخسية رافينا بمجرد فتحه لها. أجبر جيش من جيوش الإفرنج ملك اللومبارد على إيقاف غزواته في عام 756 ليهب بيبان رافينا رسميًا إلى البابا. جعلت هذه الهدية التي عرفت باسم «هبة بيبان» من البابا حاكمًا دنيويًا على الدولة البابوية التي امتدت حدود منطقتها امتدادًا قطريًا عبر شمال شبه الجزيرة الإيطالية.
يعد شارلمان أهم ملك كارولنجي (توّجه البابا ليو الثالث إمبراطورًا في روما عام 800). يشار في علم التأريخ إلى إمبراطوريته التي شكلت استمرارًا ظاهريًا للإمبراطورية الرومانية باسم الإمبراطورية الكارولنجية.
اتبع الكارولنجيون عادة الإفرنج في تقسيم المواريث بين أبناء الحاكم الواحد وذلك على الرغم من تسليمهم بمفهوم عدم قابلية تجزئة أراضي الإمبراطورية. كذلك مارس الكارولنجيون عادة تنصيب أبنائهم ملوكًا فرعيين على أقاليم الإمبراطورية المختلفة حتى يرثوها عند وفاة والدهم. اقتصر منح الصفة الإمبراطورية على الابن البكر رغم وجود احتمالية لاعتلاء عدة ملوك عرش الإمبراطورية الكارولنجية.
كان لشارلمان ثلاثة أبناء شرعيين ظلوا على قيد الحياة بعد مرحلة المهد ألا وهم شارل الأصغر ملك نيوستريا وبيبان ملك إيطاليا ولويس الورع ملك أكيتانيا. بادر شارلمان خلال فترة ما يعرف باسم «ممالك التقسيم» في سنة 806 إلى ترشيح ابنه شارل الأصغر خلفًا له على العرش الإمبراطوري فضلًا عن منحه كلًا من نيوستريا وأوستراسيا اللذين يمثلين العمق الحيوي للأراضي الإفرنجية، في حين منح شارلمان ابنه بيبان تاج لومبارديا الحديدي الذي ظفر به خلال فتوحاته. وأضاف على مملكة أكيتانيا الواقعة تحت حكم لويس كلًا من سبتمانيا وبروفنس وجزءًا من بورغندي. غير أن ابني شارلمان الشرعيين كانا قد فارقا الحياة (بيبان في عام 810 وشارل في عام 811) ليتوج لويس إمبراطورًا بالتشارك مع أبيه في عام 813. أنجب بيبان ملك إيطاليا ابنًا يدعى برنارد. ورث لويس بعد وفاة والده شارلمان عام 814 كامل أراضي المملكة الفرنجية وجميع توابعها (لم يكن مفهوم التمثيل بالتعاقب راسخًا حينذاك)، ولكن سُمح لبرنارد التحكم بإيطاليا وهي المملكة الفرعية التي اعتلى والده عرشها.
دخل الكارولنجيون في حربٍ أهلية دامت ثلاث سنوات عقب وفاة لويس الورع. انتهت الحرب بالتوقيع على معاهدة فيردان التي قسمت الإمبراطورية إلى ثلاث ممالك في حين احتفظ لوثر الأول باللقب والسيادة الإمبراطورية اسميًا.
اختلف الكارولنجيون عن الميروفنجيين اختلافًا واضحًا من ناحية منعهم للأبناء غير الشرعيين من التعاقب على الحكم ولعل السبب من وراء ذلك يكمن من محاولتهم منع الاقتتال بين الورثة وضمان حد واضح لتقسيم أراضي المملكة. وصل أرنولف الكارينثي الذي كان ابن زنا للحكم إبان أواخر القرن التاسع وذلك نتيجة عدم وجود بالغين مناسبين آخرين مؤهلين للحكم بين الكارولنجيين.